# Supernova (programma televisivo)
Il Supernova è un programma televisivo lettone di genere musicale. Creato dall'ente televisivo pubblico Latvijas Televīzija (LTV), dal 2015 è usato come metodo di selezione nazionale per il paese all'Eurovision Song Contest, sostituendo l'Eirodziesma (2000-2012) e il Dziesma (2013-2014).

## Storia
Dal 2015 al 2018 le edizioni del concorso si sono svolte in quattro serate, che vengono suddivise in due spettacoli di presentazione dei partecipanti, due quarti di finale, una semifinale e la finale. Nel 2019 il programma è stato ridotto a due semifinali composte da otto canzoni ciascuna, mentre nel 2020 il concorso si svolge in un'unica serata finale, con nove canzoni partecipanti.
Dal 2022 il concorso si svolge in due serate: una semifinale con quindici o venti canzoni partecipanti, e da una finale composta da dieci partecipanti.

## Regolamento
Le regole per la partecipazione per Supernova sono le seguenti:
- possono partecipare tutti i brani non pubblicati o esibiti prima del 1º settembre dell'anno precedente;
- i brani devono avere una durata massima di 3 minuti;
- i partecipanti devono avere 16 anni o devono averli compiuti entro la prima semifinale dell'Eurovision Song Contest;
- i partecipanti devono avere pubblicato precedentemente almeno un album o un altro singolo o devono aver sottoscritto un contratto discografico valido;
- cantanti e compositori possono inviare una massimo di cinque brani, ma durante la competizione gli artisti potranno gareggiare soltanto con uno;
- cantanti e compositori stranieri possono partecipare, purché collaborino con un cittadino o residente lettone.

## Edizioni
| Edizione | Conduzione      | Conduzione      | Conduzione      | Periodo          | Periodo          | Puntate | Partecipanti | Vincitore      | Vincitore       | Sede             |
| Edizione | Conduzione      | Conduzione      | Conduzione      | Inizio           | Fine             | Puntate | Partecipanti | Artista        | Brano           | Sede             |
| -------- | --------------- | --------------- | --------------- | ---------------- | ---------------- | ------- | ------------ | -------------- | --------------- | ---------------- |
| 1ª       | Ketija Šēnberga | Toms Grēviņš    | –               | 1º febbraio 2015 | 22 febbraio 2015 | 4       | 20           | Aminata        | Love Injected   | LTV Studio       |
| 2ª       | Ketija Šēnberga | Toms Grēviņš    | –               | 7 febbraio 2016  | 28 febbraio 2016 | 4       | 20           | Justs          | Heartbeat       | LTV Studio       |
| 3ª       | Ketija Šēnberga | Toms Grēviņš    | –               | 5 febbraio 2017  | 26 febbraio 2017 | 4       | 22           | Triana Park    | Line            | LTV Studio       |
| 4ª       | Dagmāra Legante | Justs Sirmais   | –               | 3 febbraio 2018  | 24 febbraio 2019 | 4       | 21           | Laura Rizzotto | Funny Girl      | Riga Film Studio |
| 5ª       | Dagmāra Legante | Ketija Šēnberga | Mārtiņš Kapzems | 26 gennaio 2019  | 16 febbraio 2019 | 2       | 16           | Carousel       | That Night      | Riga Film Studio |
| 6ª       | Toms Grēviņš    | Ketija Šēnberga | Beta Beidz      | 8 febbraio 2020  | 8 febbraio 2020  | 1       | 9            | Samanta Tīna   | Still Breathing | LTV Studio       |
| 7ª       | Lauris Reiniks  | Ketija Šēnberga | –               | 5 febbraio 2022  | 12 febbraio 2022 | 2       | 17           | Citi Zēni      | Eat Your Salad  | LTV Studio       |
| 8ª       | Lauris Reiniks  | Ketija Šēnberga | –               | 4 febbraio 2023  | 11 febbraio 2023 | 2       | 14           | Sudden Lights  | Aijā            | LTV Studio       |
| 9ª       | Lauris Reiniks  | Ketija Šēnberga | –               | 3 febbraio 2024  | 10 febbraio 2024 | 2       | 15           | Dons           | Hollow          | LTV Studio       |
| 10ª      | Lauris Reiniks  | Ketija Šēnberga | –               | 1º febbraio 2025 | 8 febbraio 2025  | 2       | 19           | Tautumeitas    | Bur man laimi   | Riga Film Studio |
| 11ª      |                 |                 |                 | 31 gennaio 2026  | 14 febbraio 2026 | 3       |              |                |                 |                  |

## All'Eurovision Song Contest
| Anno | Cantante               | Canzone                | Piazzamento all'ESC    | Piazzamento all'ESC    | Piazzamento all'ESC    | Piazzamento all'ESC    |
| Anno | Cantante               | Canzone                | Finale                 | Punti                  | Semi                   | Punti                  |
| ---- | ---------------------- | ---------------------- | ---------------------- | ---------------------- | ---------------------- | ---------------------- |
| 2015 | Aminata                | Love Injected          | 6                      | 186                    | 2                      | 155                    |
| 2016 | Justs                  | Heartbeat              | 15                     | 132                    | 8                      | 132                    |
| 2017 | Triana Park            | Line                   | Non qualificata        | Non qualificata        | 18                     | 21                     |
| 2018 | Laura Rizzotto         | Funny Girl             | Non qualificata        | Non qualificata        | 12                     | 105                    |
| 2019 | Carousel               | That Night             | Non qualificata        | Non qualificata        | 15                     | 50                     |
| 2020 | Samanta Tīna           | Still Breathing        | Edizione cancellata    | Edizione cancellata    | Edizione cancellata    | Edizione cancellata    |
| 2021 | Nessuna organizzazione | Nessuna organizzazione | Nessuna organizzazione | Nessuna organizzazione | Nessuna organizzazione | Nessuna organizzazione |
| 2022 | Citi Zēni              | Eat Your Salad         | Non qualificata        | Non qualificata        | 14                     | 55                     |
| 2023 | Sudden Lights          | Aijā                   | Non qualificata        | Non qualificata        | 11                     | 26                     |
| 2024 | Dons                   | Hollow                 | 16                     | 64                     | 7                      | 72                     |
| 2025 | Tautumeitas            | Bur man laimi          | 13                     | 158                    | 2                      | 130                    |
| 2026 |                        |                        |                        |                        |                        |                        |